# Skålsköldlöss
Skålsköldlöss (Coccidae) är en familj av insekter. Enligt Catalogue of Life ingår skålsköldlöss i överfamiljen sköldlöss, ordningen halvvingar, klassen egentliga insekter, fylumet leddjur och riket djur, men enligt Dyntaxa är tillhörigheten istället ordningen halvvingar, klassen egentliga insekter, fylumet leddjur och riket djur. Enligt Catalogue of Life omfattar familjen Coccidae 1101 arter. 

## Bildgalleri

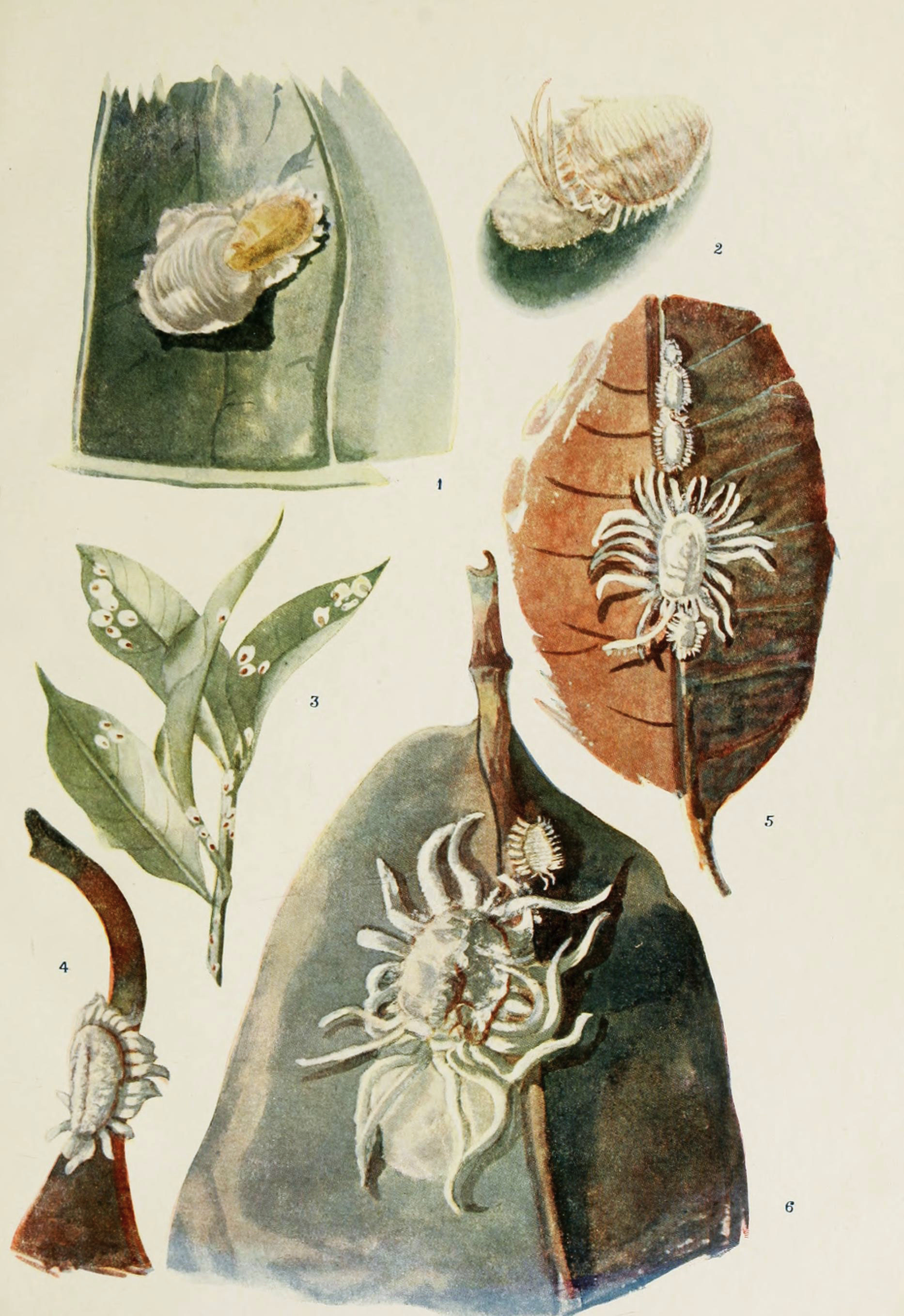
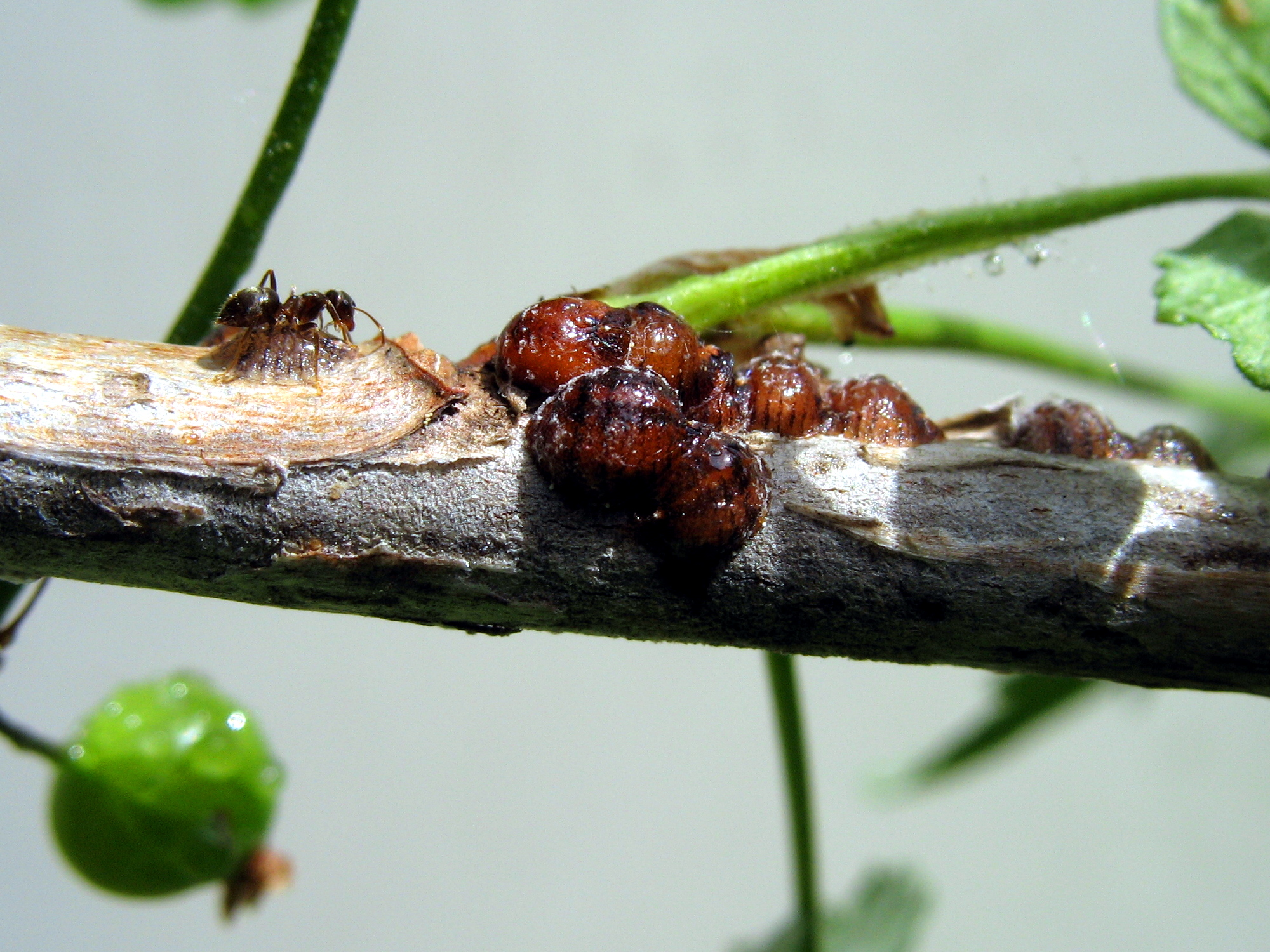
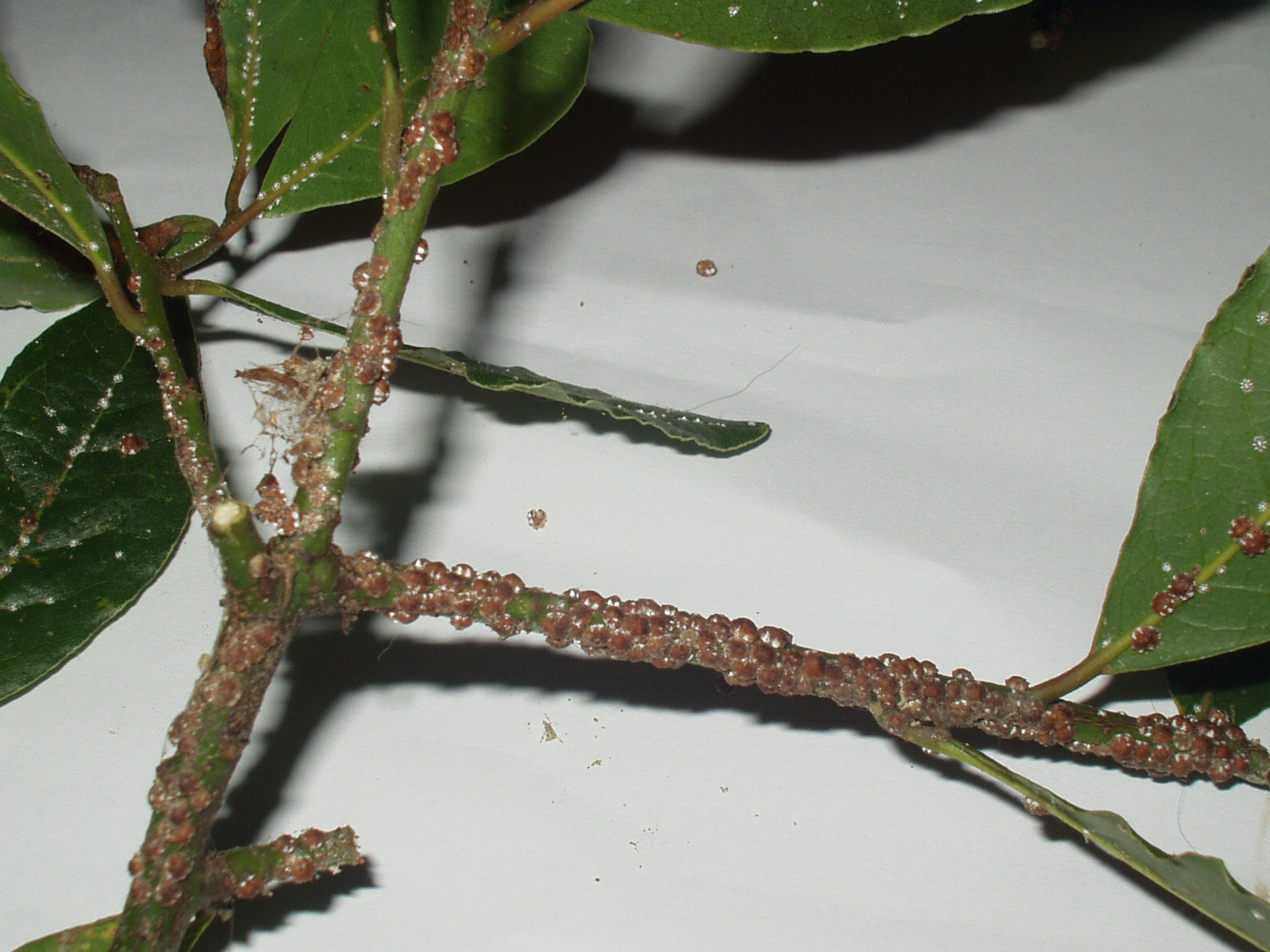
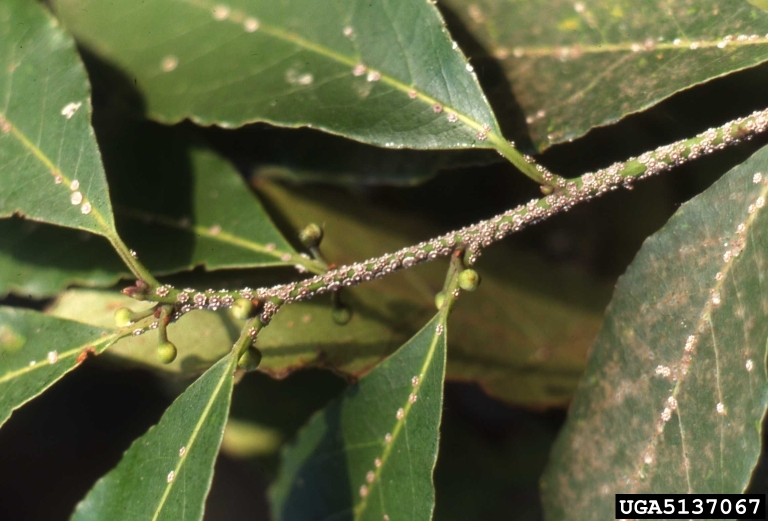
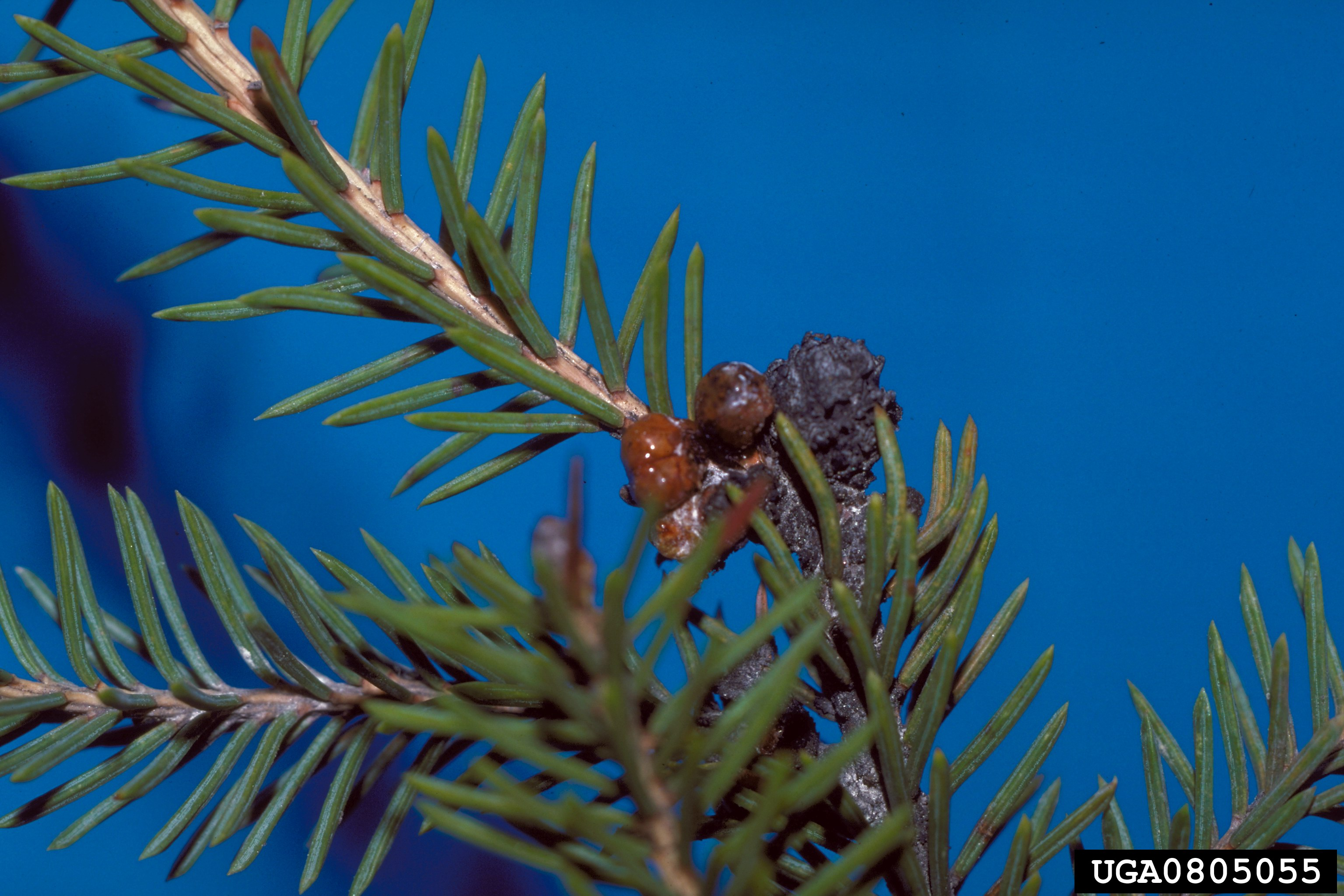
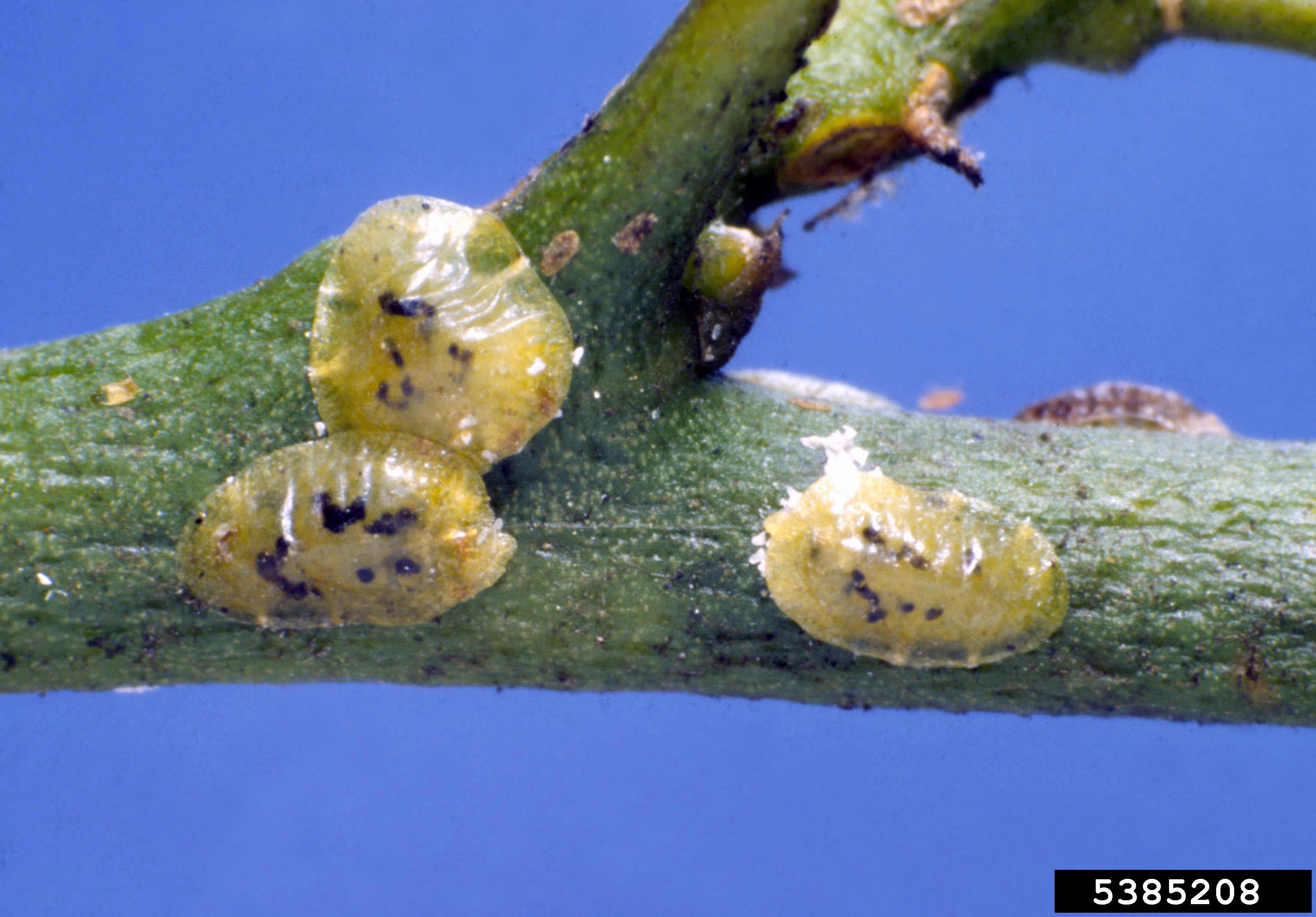

## Dottertaxa till skålsköldlöss, i alfabetisk ordning[1][2]
- Acantholecanium
- Acanthopulvinaria
- Akermes
- Alecanium
- Alecanochiton
- Alecanopsis
- Alichtensia
- Allopulvinaria
- Anapulvinaria
- Anopulvinaria
- Antandroya
- Anthococcus
- Aphenochiton
- Austrolecanium
- Austrolichtensia
- Avricus
- Bodenheimera
- Cajalecanium
- Cardiococcus
- Ceronema
- Ceroplastes
- Ceroplastodes
- Chlamydolecanium
- Cissococcus
- Coccus
- Conofilippia
- Couturierina
- Cribrolecanium
- Cribropulvinaria
- Cryptinglisia
- Cryptostigma
- Crystallotesta
- Ctenochiton
- Cyclolecanium
- Cyphococcus
- Dermolecanium
- Dicyphococcus
- Didesmococcus
- Differococcus
- Drepanococcus
- Edwallia
- Epelidochiton
- Ericeroides
- Ericerus
- Eriopeltis
- Etiennea
- Eucalymnatus
- Eulecanium
- Eumashona
- Eutaxia
- Exaeretopus
- Filippia
- Gascardia
- Hadzibejliaspis
- Halococcus
- Hemilecanium
- Houardia
- Idiosaissetia
- Inglisia
- Kalasiris
- Kenima
- Kilifia
- Kozaricoccus
- Lagosinia
- Lecaniococcus
- Lecanochiton
- Lecanopsis
- Leptopulvinaria
- Lichtensia
- Loemica
- Luzulaspis
- Maacoccus
- Magnococcus
- Mallococcus
- Mametia
- Marsipococcus
- Megalecanium
- Megalocryptes
- Megapulvinaria
- Megasaissetia
- Melanesicoccus
- Membranaria
- Mesembryna
- Mesolecanium
- Messinea
- Metaceronema
- Metapulvinaria
- Millericoccus
- Milviscutulus
- Mitrococcus
- Myzolecanium
- Nemolecanium
- Neolecanium
- Neolecanochiton
- Neoplatylecanium
- Neosaissetia
- Palaeolecanium
- Paracardiococcus
- Paractenochiton
- Parafairmairia
- Paralecanium
- Parapulvinaria
- Parasaissetia
- Parthenolecanium
- Peculiaricoccus
- Pendularia
- Perilecanium
- Pharangococcus
- Philephedra
- Phyllostroma
- Physokermes
- Platinglisia
- Platylecanium
- Platysaissetia
- Plumichiton
- Poaspis
- Podoparalecanium
- Poropeza
- Pounamococcus
- Prionococcus
- Prococcus
- Protopulvinaria
- Pseudalichtensia
- Pseudokermes
- Pseudophilippia
- Pseudopulvinaria
- Psilococcus
- Pulvinaria
- Pulvinariella
- Pulvinarisca
- Pulvinella
- Rhizopulvinaria
- Rhodococcus
- Richardiella
- Saccharolecanium
- Saissetia
- Schizochlamidia
- Scythia
- Sphaerolecanium
- Stenolecanium
- Stictolecanium
- Stotzia
- Suareziella
- Symonicoccus
- Takahashia
- Tectopulvinaria
- Tillancoccus
- Torarchus
- Toumeyella
- Trijuba
- Udinia
- Umbonichiton
- Umwinsia
- Waricoccus
- Waxiella
- Vinsonia
- Vitrococcus
- Vittacoccus
- Xenolecanium